# Deto aucklandiae
Deto aucklandiae is een pissebed uit de familie Detonidae. De wetenschappelijke naam van de soort is voor het eerst geldig gepubliceerd in 1879 door Thomson.